# خوان ایگناسیو سانچس
خوان ایگناسیو سانچس (انگلیسی: Juan Ignacio Sánchez؛ زادهٔ ۸ مهٔ ۱۹۷۷) بازیکن بسکتبال اهل اسپانیا بود. از باشگاه‌هایی که در آن بازی کرده‌است می‌توان به باشگاه بسکتبال بارسلونا، فیلادلفیا سونتی‌سیکسرز، باشگاه بسکتبال رئال مادرید، باشگاه بسکتبال پاناتینایکوس، باشگاه فوتبال بارسلونا، آتلانتا هاکس، و دیترویت پیستونز اشاره کرد. وی در مسابقات کشوری و بین‌المللی در مجموع برندهٔ ۳ مدال طلا، ۳ مدال نقره، ۱ مدال برنز شده‌است.